# رودخانه مانانارا
رودخانه مانانارا (به لاتین: Mananara River) یک رود در ماداگاسکار است که در ماداگاسکار واقع شده‌است.